# August Lechner
August Lechner (* 6. September 1903 in Billigheim, Baden; † 24. April 1985 in Westerstede) war ein deutscher Politiker.
Lechner war ausgebildeter Schlachtermeister.
Als Abgeordneter der KPD gehörte er vom 23. Mai 1946 bis zur letzten Sitzung am 6. November 1946 dem Ernannten Landtag von Oldenburg an.

## Quelle
- Barbara Simon: Abgeordnete in Niedersachsen 1946–1994. Biographisches Handbuch. Hrsg. vom Präsidenten des Niedersächsischen Landtages. Niedersächsischer Landtag, Hannover 1996.

| Personendaten    | Personendaten                  |
| ---------------- | ------------------------------ |
| NAME             | Lechner, August                |
| KURZBESCHREIBUNG | deutscher Politiker (KPD), MdL |
| GEBURTSDATUM     | 6. September 1903              |
| GEBURTSORT       | Billigheim, Baden              |
| STERBEDATUM      | 24. April 1985                 |
| STERBEORT        | Westerstede                    |